# NGC 1728
NGC 1728 is een spiraalvormig sterrenstelsel in het sterrenbeeld Eridanus. Het hemelobject werd op 10 november 1885 ontdekt door de Amerikaanse astronoom Edward Emerson Barnard.

## Synoniemen
- PGC 16495
- MCG -2-13-30
- VV 699